# Малишко Микола Олексійович
Мико́ла Олексі́йович Мали́шко (нар. 15 лютого 1938, с. Знаменівка Новомосковського району Дніпропетровської області) — український скульптор, художник. Заслужений художник України, лауреат Національної премії України імені Тараса Шевченка.
Член Національної спілки художників України (1976).

## Життєпис
Зростав у селі в багатодітній родині. З дитинства любив малювати, а першого мистецького досвіду набув після школи, коли допомагав братові Антону, який працював художником у драмтеатрі. Микола Малишко закінчив Дніпропетровське художнє училище (1961) і монументальне відділення Київського державного художнього інституту (1967). Відтоді творчо працює в галузі монументального мистецтва, графіки, станкового живопису.
Як молодий спеціаліст працював у Дніпропетровську в архітектурно-художній майстерні при міськвиконкомі. Згодом переїхав на Київщину, де в селі Малютянка звів будинок за власним проєктом на отриманій земельній ділянці. У столиці одна з відомих монументальних робіт митця того часу — оформлення фасаду механіко-математичного корпусу Київського державного університету ім. Т. Г. Шевченка. Попри обрану дуже трудомістку техніку різьблення по каменю, автор виконав це складне завдання, закінчивши роботу 1982 року.
Входив до кола неофіційного мистецтва в Києві (початок 1970-х років) разом із Борисом Плаксієм, Іваном Марчуком, Феодосієм Тетяничем та ін. Художники проводили в своїх квартирах одноденні покази та обговорення робіт у дуже вузькому колі знайомих. У той період твори митця не експонувалися, оскільки вони не вписувалися в рамки декларованого владою «соцреалізму».
Уперше «незалежні» твори М. Малишка з'явилися в Національному музеї у Львові. З 1993 року бере активну участь у створенні засад нової української дерев'яної скульптури, представляючи свої роботи на виставках у Німеччині, Угорщині, Австрії. Співпрацює з Артцентром «Я Галерея» (проєкти в Мистецькому арсеналі та ін.).
Живе і працює на Київщині в селі Малютянка Києво-Святошинського району (неподалік від Боярки); дружина М. Малишка — художниця Ніна Денисова.

## Творчий доробок

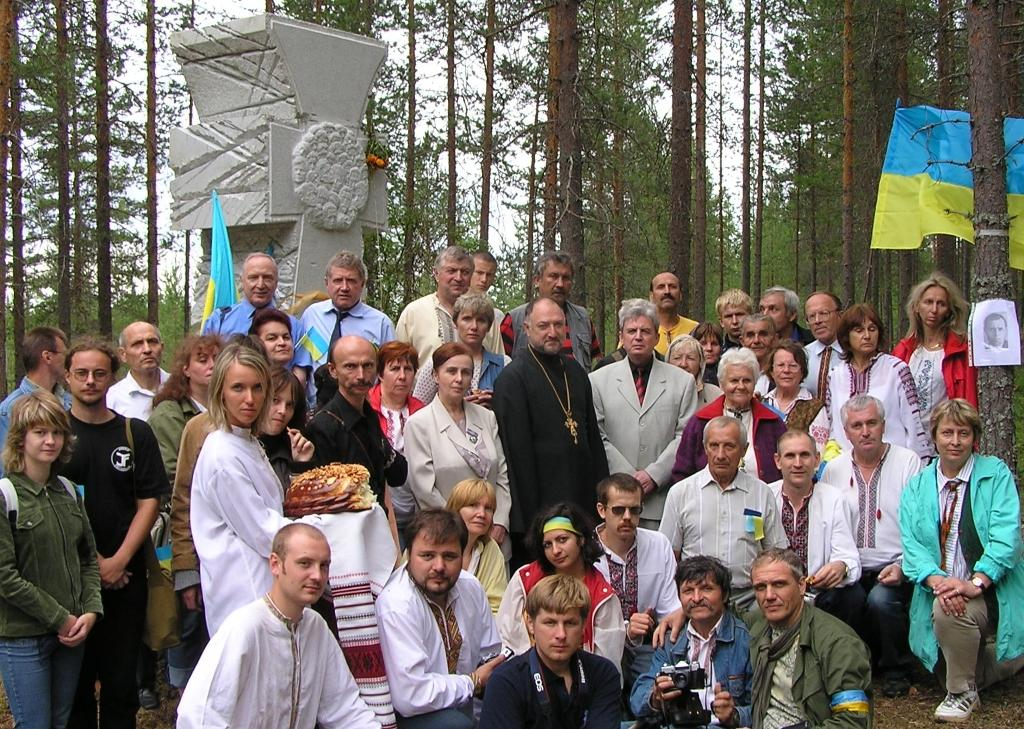
Микола Малишко (четвертий зліва) з делегацією української громадськості на офіційному відкритті Козацького хреста (Сандармох, 2005)

Співавтор (з Назаром Біликом) проєкту гранітного Козацького хреста «Убієнним синам України», встановленого 2004 року на меморіалі «Сандармох» у Республіці Карелії (РФ). Серед творчих здобутків — пам'ятний хрест жертвам Голодомору-геноциду 1933 року, встановлений у с. Мирівка Кагарлицького району Київської області, надмогильні хрести-монументи видатним борцям за волю України, з-поміж них — Кирило Осьмак, Василь Кук, Василь Стус, Олекса Тихий, Юрій Литвин, Іван Гончар, Оксана Мешко, Іван Світличний, Надія Світлична, визначні діячі української культури Іван-Валентин Задорожний, Віктор Китастий та інші..
Автор багатьох творів дерев'яної скульптури (улюблений матеріал митця — дерево). Перший встановлений українцями на меморіалі «Сандармох» дубовий хрест «Убієнним синам України» (1997) — також одна з робіт М. Малишка.

### Вибрані персональні виставки
1999 — «Колір Середовище», галерея «Совіарт», Київ.
2005 — «Відлуння», Український дім, Київ.
2011 — «Сила людського духу: Скульптура, живопис», Музей сучасного мистецтва України, Київ.
 «Скульптура», артцентр «Я Галерея», Київ.
У 2015 році твори Миколи Малишка вперше потрапили до Дніпропетровського художнього музею — на батьківщині митця. Проєкт «Лінія» (скульптура), що увібрав найкращі роботи майстра останніх років, висунуто на здобуття Національної премії України імені Тараса Шевченка 2017 року.
2017 — «Колір», ILKO Gallery, Ужгород
2023 — «В собі», Артцентр Павла Гудімова «Я Галерея», Львів.

### Вибрані групові виставки

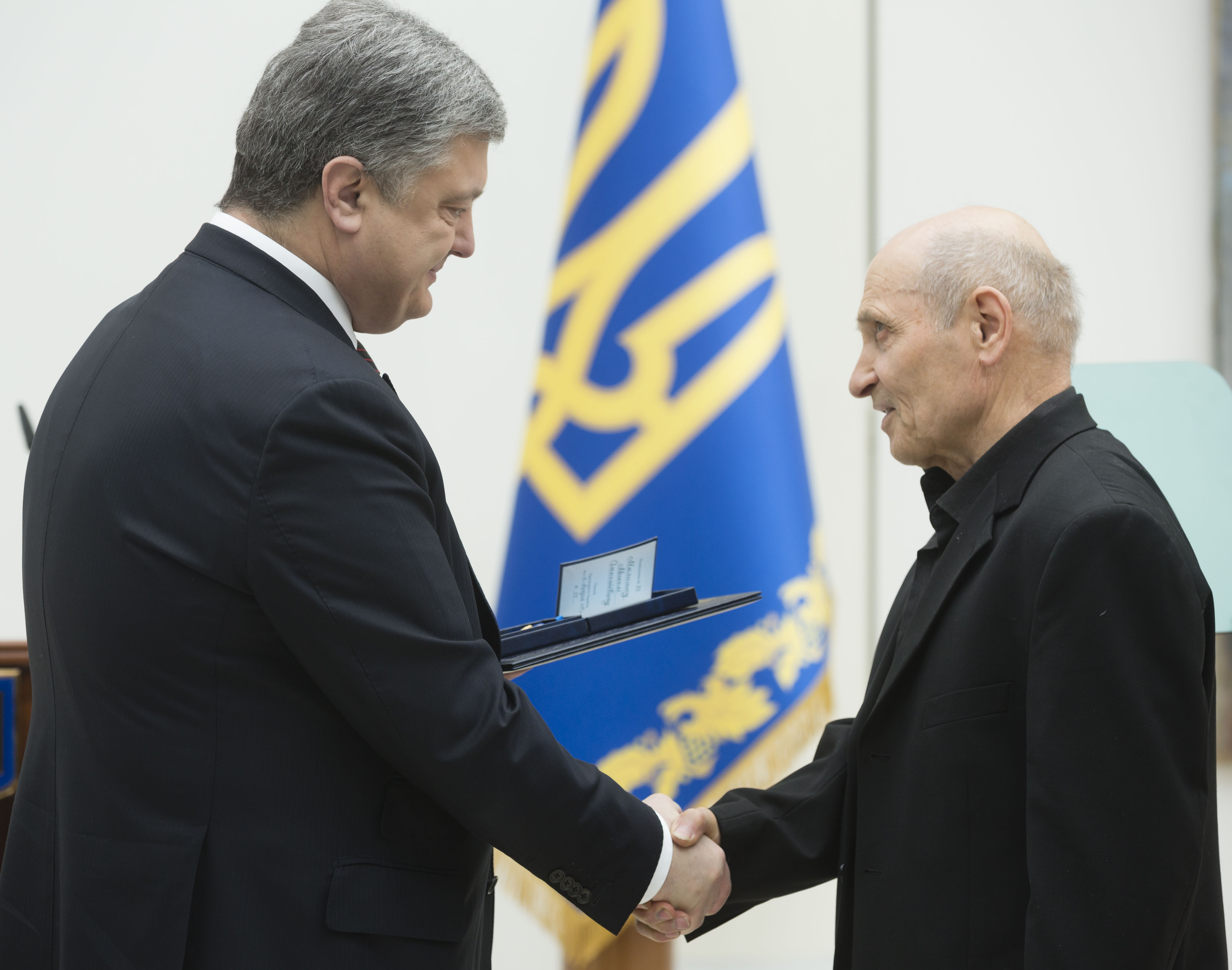
Президент України Петро Порошенко вручає Миколі Малишку Національну премію України імені Тараса Шевченка 2017 року

2000 — «Опішне 2000», Національний симпозіум гончарства, смт Опішне (Зіньківський район Полтавської області).
 «Перехід (малярство, скульптура)», Національна спілка художників, Центр сучасного мистецтва при НаУКМА, Київ.
 «Білий Перехід», Національний художній музей України, Київ.
2001 — «Софійні символи буття», Національний заповідник «Софія Київська», «Хлібня», Київ.
2003 — «Декоративне мистецтво», Український дім, Київ.
2005 — «Українське дерево», Український дім, Київ.
2009 — Великий скульптурний салон-2009, «Мистецький арсенал», Київ.
2010 — «Ліс», артцентр «Я Галерея», Київ.
 Великий скульптурний салон-2010, Український дім, Київ.
2011 — «Сцена I. Сцена II.», артцентр «Я Галерея», Дніпропетровськ.
Влітку 2012 р. скульптури автора брали участь у Першій київській міжнародній бієнале сучасного мистецтва Arsenale 2012.
У 2014 р. 14 дерев'яних скульптур демонструвалися у Франції — в Тулузькій галереї Espace Croix-Baragnon у рамках спільної виставки Anaconda в програмі Міжнародного фестивалю сучасного мистецтва FIAT. У тулузькій експозиції було представлено також фільм про Миколу Малишка «Лінія» (режисер Максим Вохін).

## Нагороди, відзнаки
- Заслужений художник України (7 жовтня 2009) — за значний особистий внесок у розвиток національного образотворчого мистецтва, вагомі досягнення у професійній діяльності, багаторічну плідну працю та з нагоди Дня художника[11]
- Національна премія України імені Тараса Шевченка 2017 року — за проєкт «Лінія» (скульптура)[12]
- Премія імені Василя Стуса (1998)[13]
- Премія ARSENALE AWARDS 2012 у номінації «Відкриття ARSENALE 2012»
- Лавреат у номінації «Художник року», «Золотий перетин» (1997)